# 商船
商船是一种用於运输貨物或载客的水上交通工具。

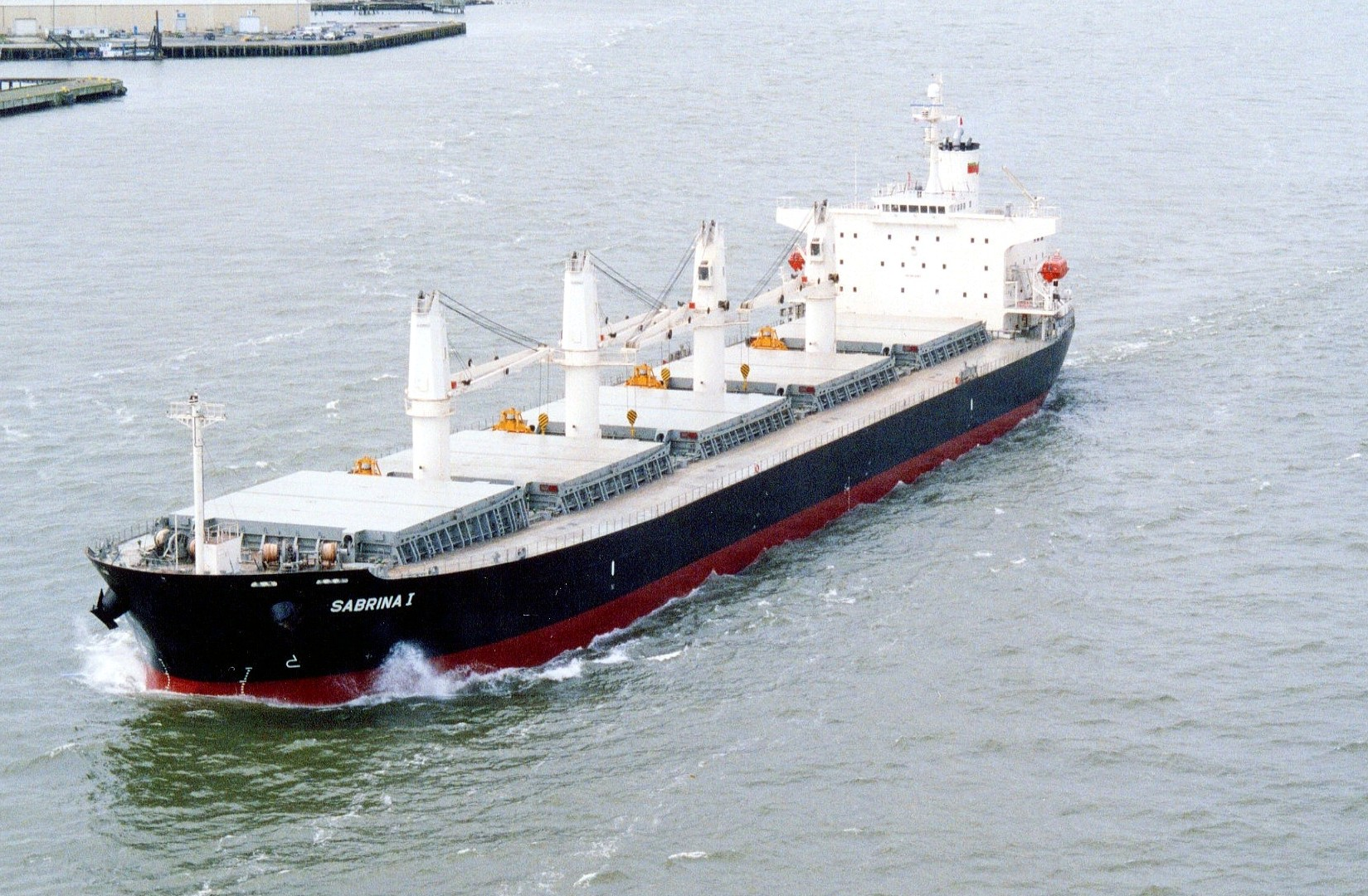
一艘典型的现代散货商船

它们有各种各样的大小和形状。世界上大多数国家都有商船队。擁有商船噸位最多的國家是希腊。現今希腊船队的總吨位约占世界吨位的16%。
在战争期间，商船可能會被要求运送军事人员和物资。